# Saint-Martin-le-Beau
Saint-Martin-le-Beau är en kommun i departementet Indre-et-Loire i regionen Centre-Val de Loire i de centrala delarna av Frankrike. Kommunen ligger i kantonen Bléré som tillhör arrondissementet Tours. År 2022 hade Saint-Martin-le-Beau 3 193 invånare.

## Befolkningsutveckling
Antalet invånare i kommunen Saint-Martin-le-Beau
Referens:INSEE